# اینو ۱۷۳

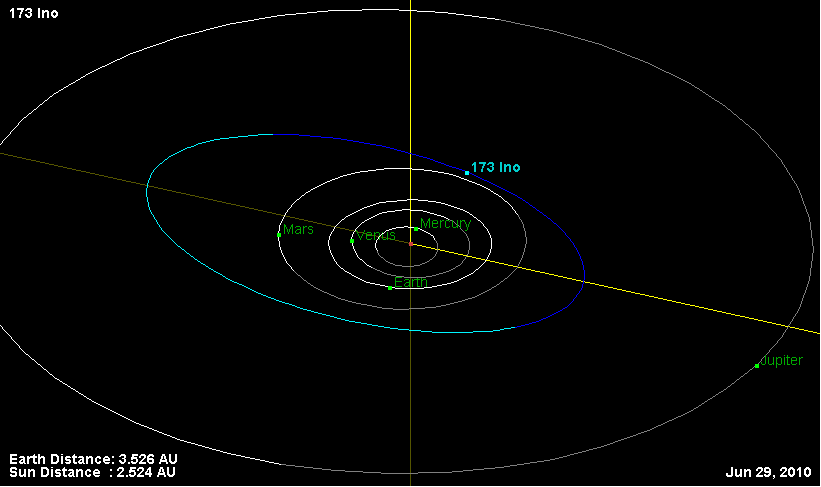
نمایی از محل قرارگیری سیارک اینو ۱۷۳ در مدار - ۲۰۱۰

سیارک ۱۷۳ (به انگلیسی: 173 Ino) صد و هفتاد و سومین سیارک کشف شده‌است که در ۱ اوت ۱۸۷۷ و در مارسی کشف شد.
قدر مطلق سیارک برابر ۷٫۶۶ است.